# Geon (física)
Na teoria da relatividade geral, um geon é uma onda gravitacional ou eletromagnética que se mantém unida em uma região confinada pela atração gravitacional de seu próprio campo de energia. Sua teoria foi inicialmente investigada em 1955 por John Archibald Wheeler, que denominou o termo como uma contração da expressão gravitational electromagnetic entity (entidade eletromagnética gravitacional).